# Courtauld Institute of Art
Das Courtauld Institute of Art ist ein zur Londoner Universität gehörendes Institut für Kunstgeschichte mit eigener Kunstsammlung.

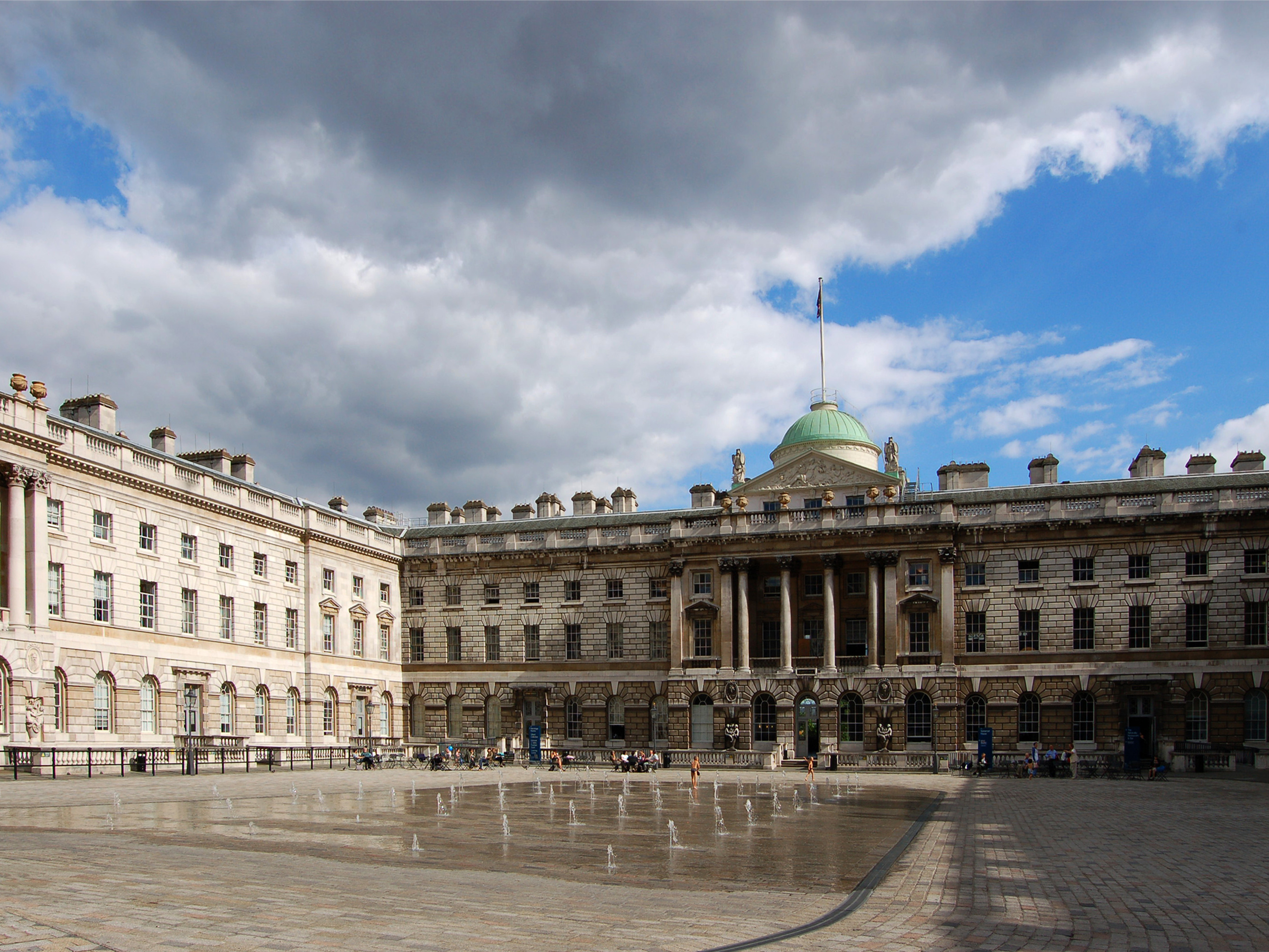
Somerset House

## Geschichte
Gegründet wurde das Courtauld Institute 1932 durch den Textilfabrikanten und Kunstsammler Samuel Courtauld, den Diplomaten und Sammler Lord Lee of Fareham und den Kunsthistoriker Sir Robert Witt. Neben der finanziellen Ausstattung des Institutes stiftete Courtauld einen Großteil seiner Kunstsammlung. Nach Courtaulds Tod ging auch sein vom Architekten Robert Adam gestaltetes Wohnhaus am Londoner Portman Square in den Besitz der Einrichtung über. Das Haus wurde zum Sitz des Courtauld Institute of Art und die Kunstsammlung stand dort dem Publikum offen. Die Idee der Gründer war es, den Unterricht der Studenten für Kunstgeschichte direkt vor den Kunstwerken durchzuführen. Nach der Sammlung von Samuel Courtauld mit französischer Malerei des Impressionismus und Spätimpressionismus kam 1934 die Sammlung des Kunstkritikers Roger Fry mit Kunst des 20. Jahrhunderts hinzu. Nach dem Zweiten Weltkrieg ergänzten die Sammlungen von Lord Lee of Fareham und weitere Stiftungen den Bestand um Werke alter Meister (Pieter Brueghel der Ältere, Cranach, Peter Paul Rubens, Giovanni Battista Tiepolo, Quentin Massys, Anthonis van Dyck). In den 1970er Jahren gelangte die umfangreiche Sammlung von Graf Antoine Seilern und Aspang ins Courtauld Institute of Art. 1989 zog das Institut ins Somerset House um, in dem sich früher einmal die Royal Academy of Arts befand.

## Die Courtauld Gallery
Die umfangreiche Gemäldesammlung des Courtauld Institute ist für die Öffentlichkeit zugänglich. Das Somerset House befindet sich am Strand in der Nähe der Londoner National Gallery. Neben der eigenen Sammlung finden auch Wechselausstellungen statt und die Eremitage aus Sankt Petersburg zeigt in eigenen Räumen Teile ihrer Sammlung.
Darüber hinaus gibt es Studienräume für Zeichnungen und eine eigene Bibliothek. 2024 betrug die Besucherzahl etwa 335.000 Personen.

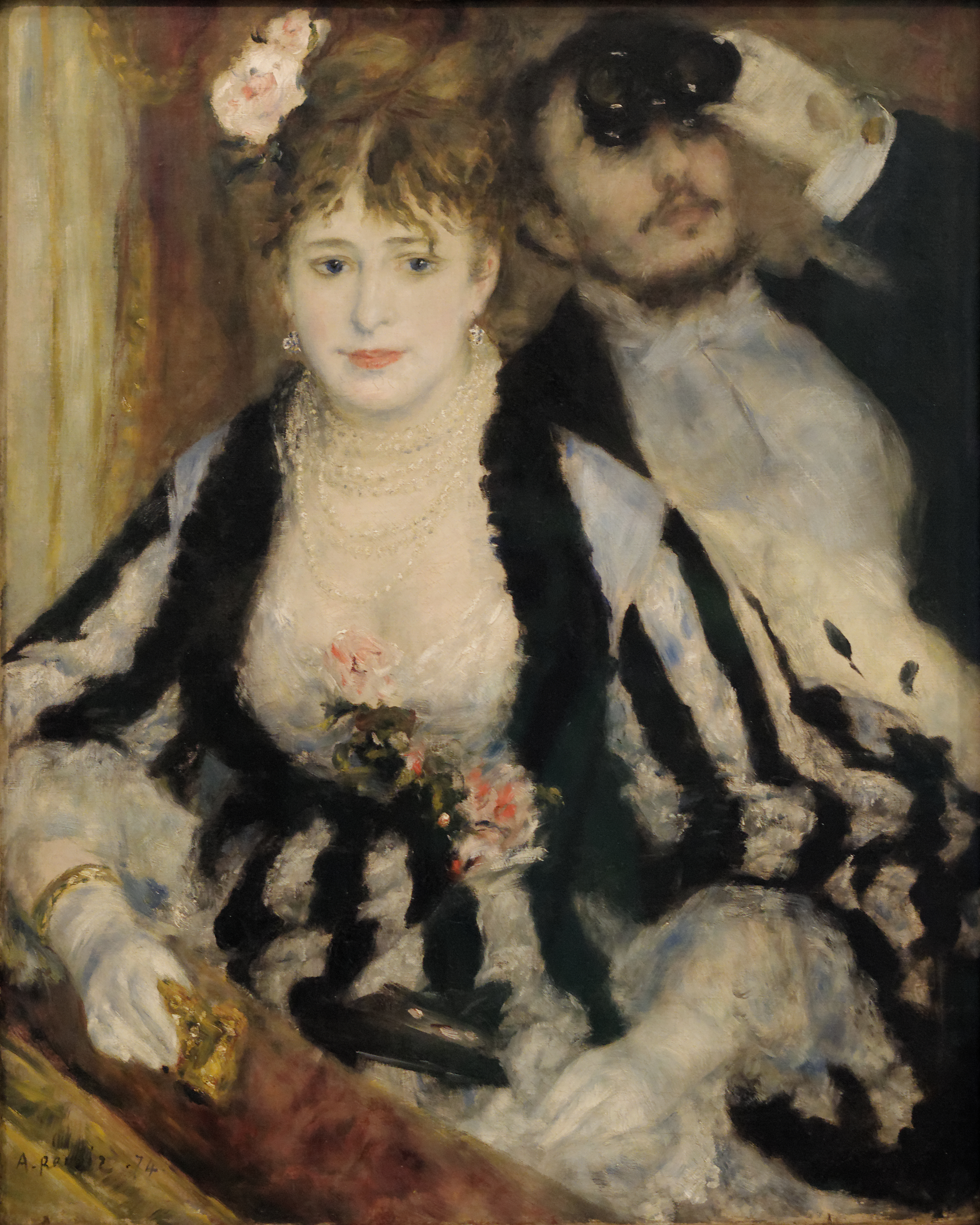
Pierre-Auguste Renoir: La loge
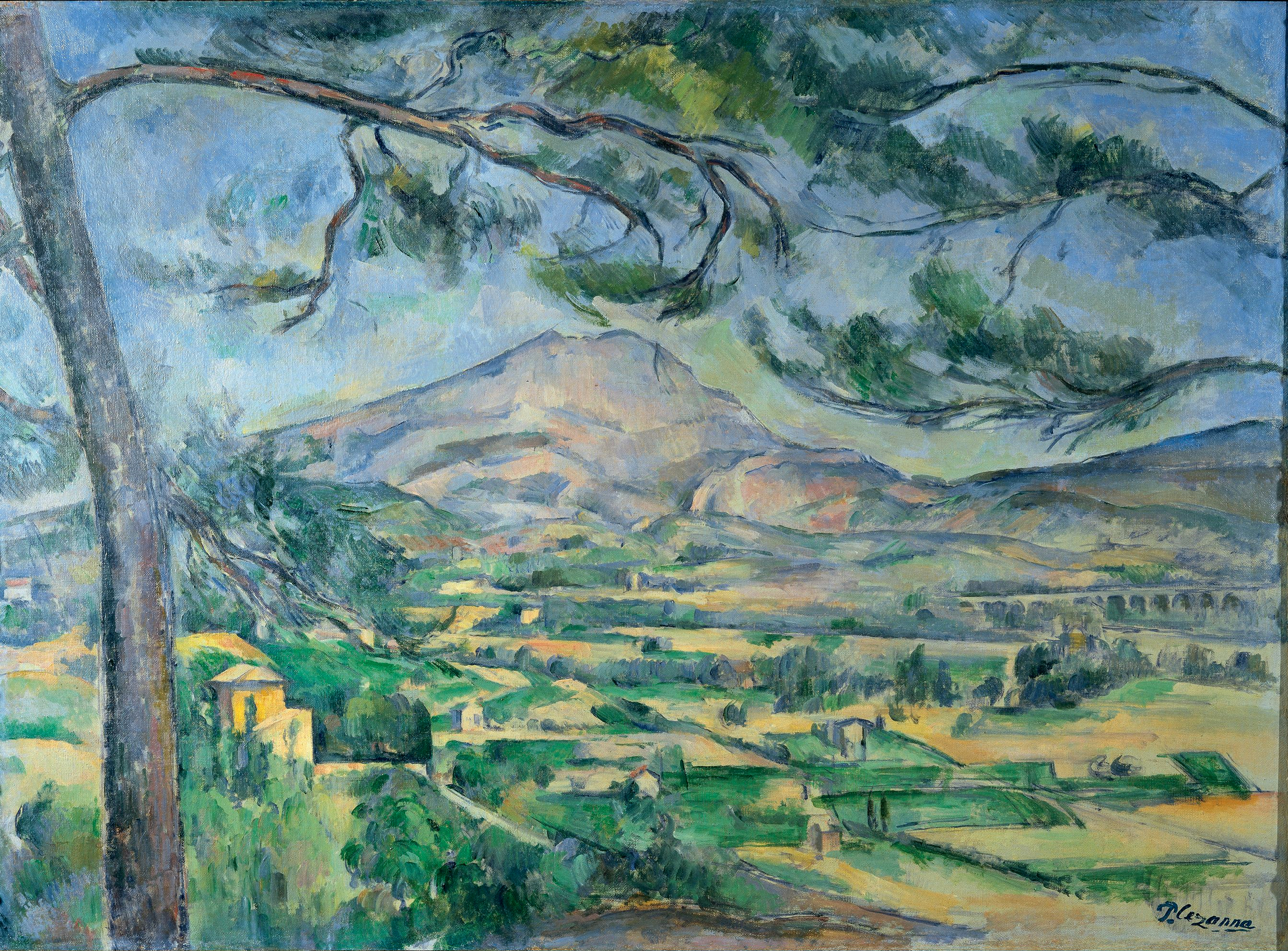
Paul Cézanne: Mont Sainte-Victoire
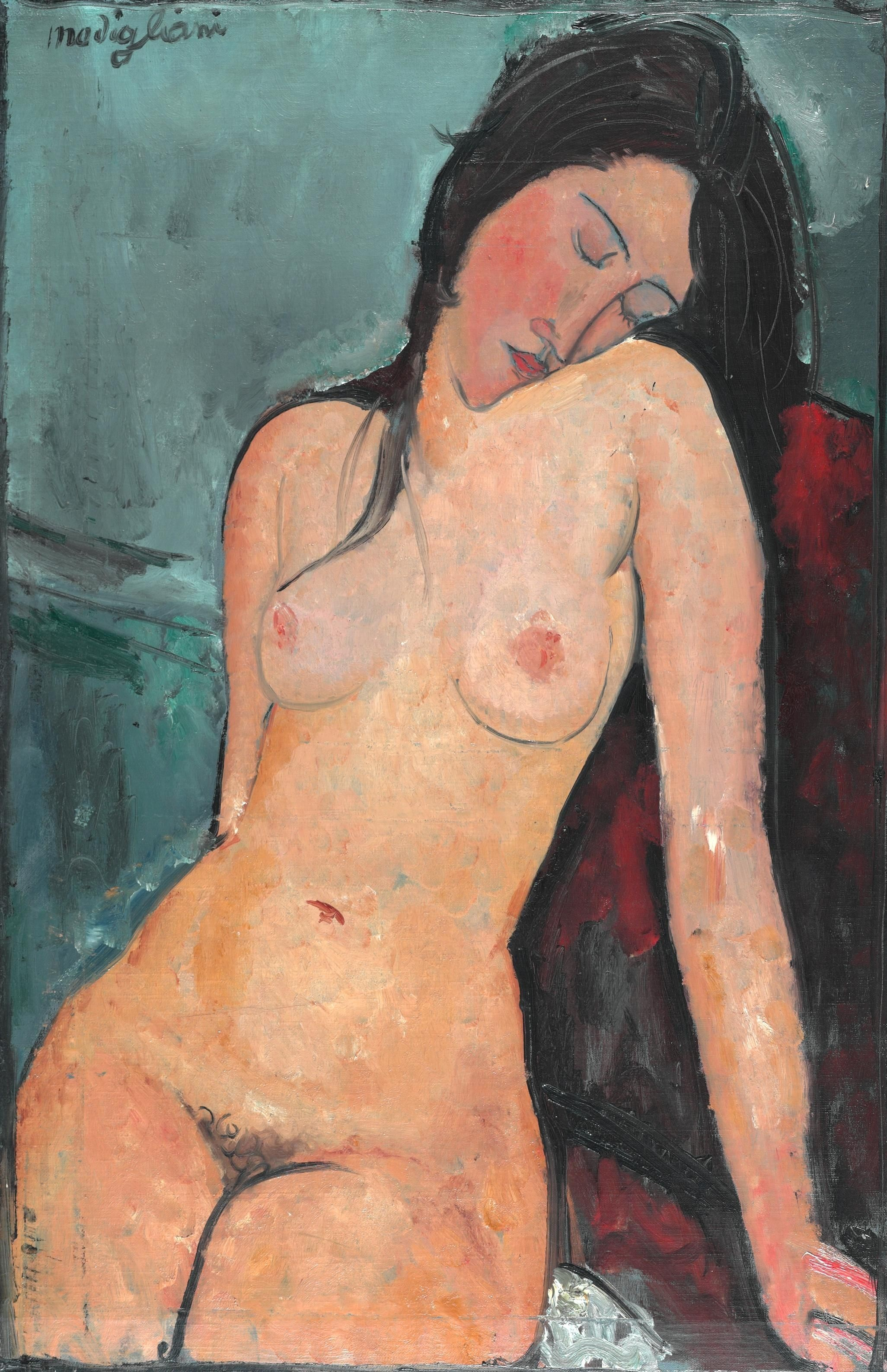
Amedeo Modigliani: Sitzender weiblicher Akt
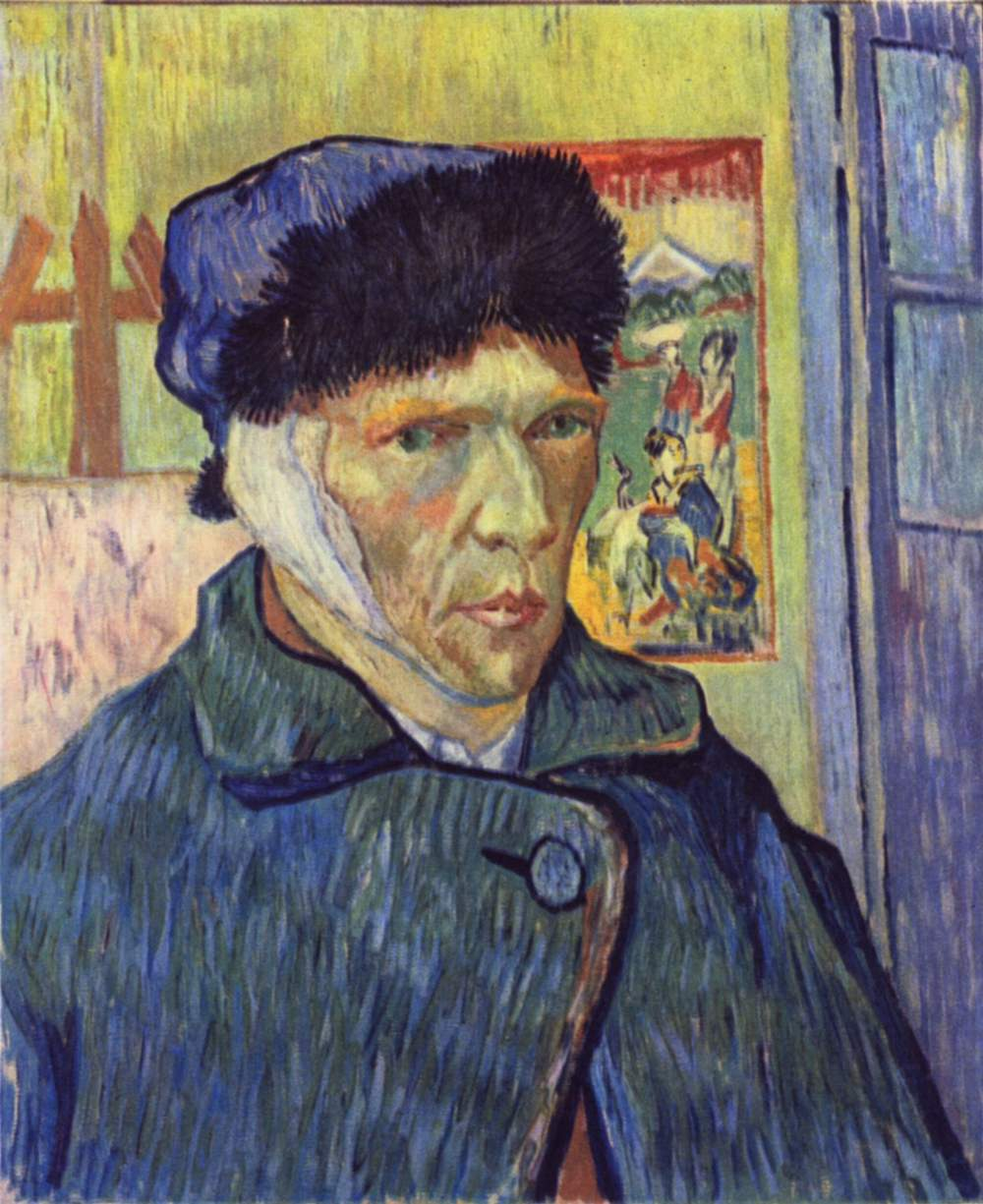
Vincent van Gogh: Selbstporträt mit abgeschnittenem Ohr
Georges Seurat: Die Frau mit der Puderquaste
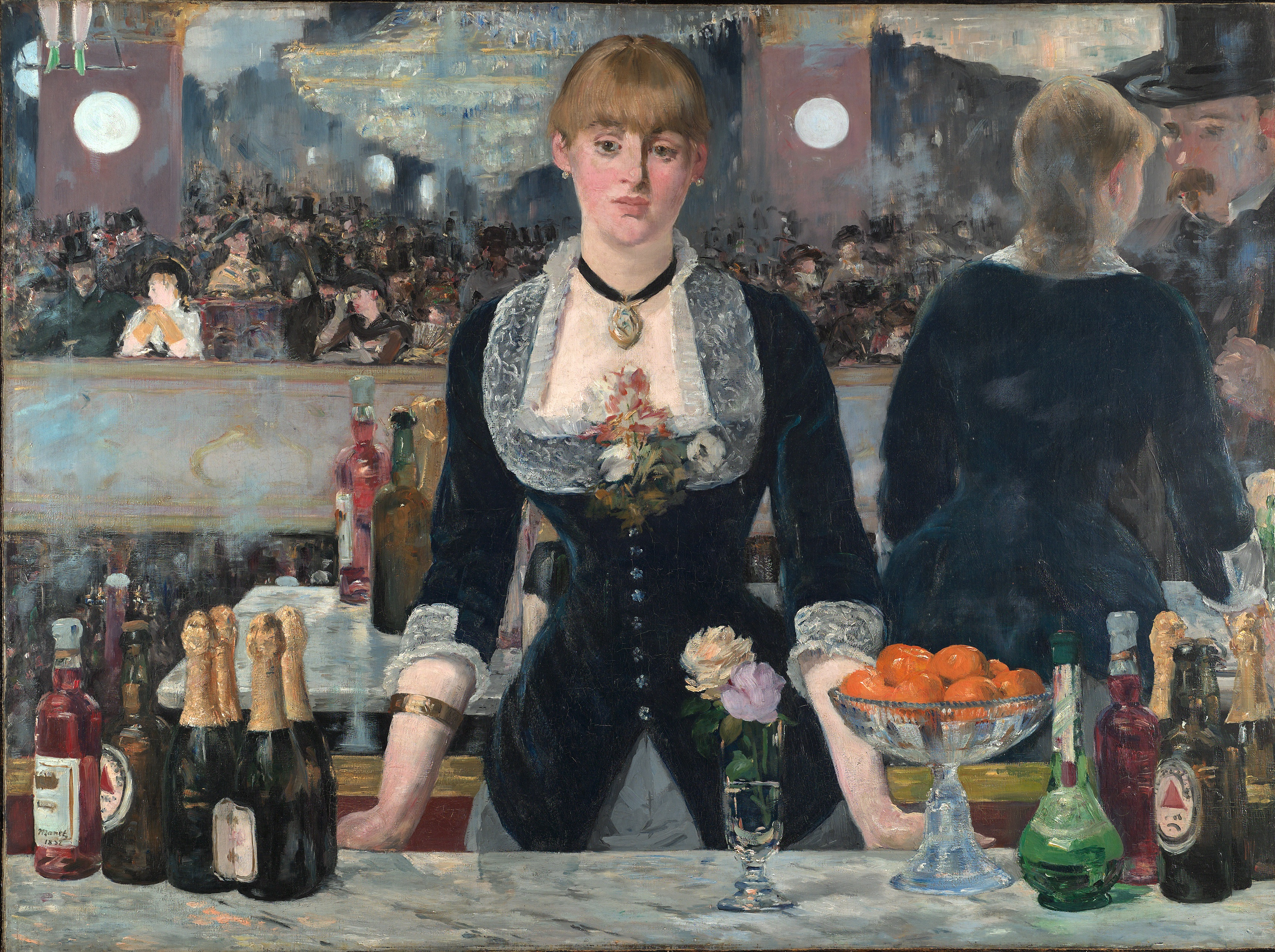
Édouard Manet: Bar in den Folies-Bergère
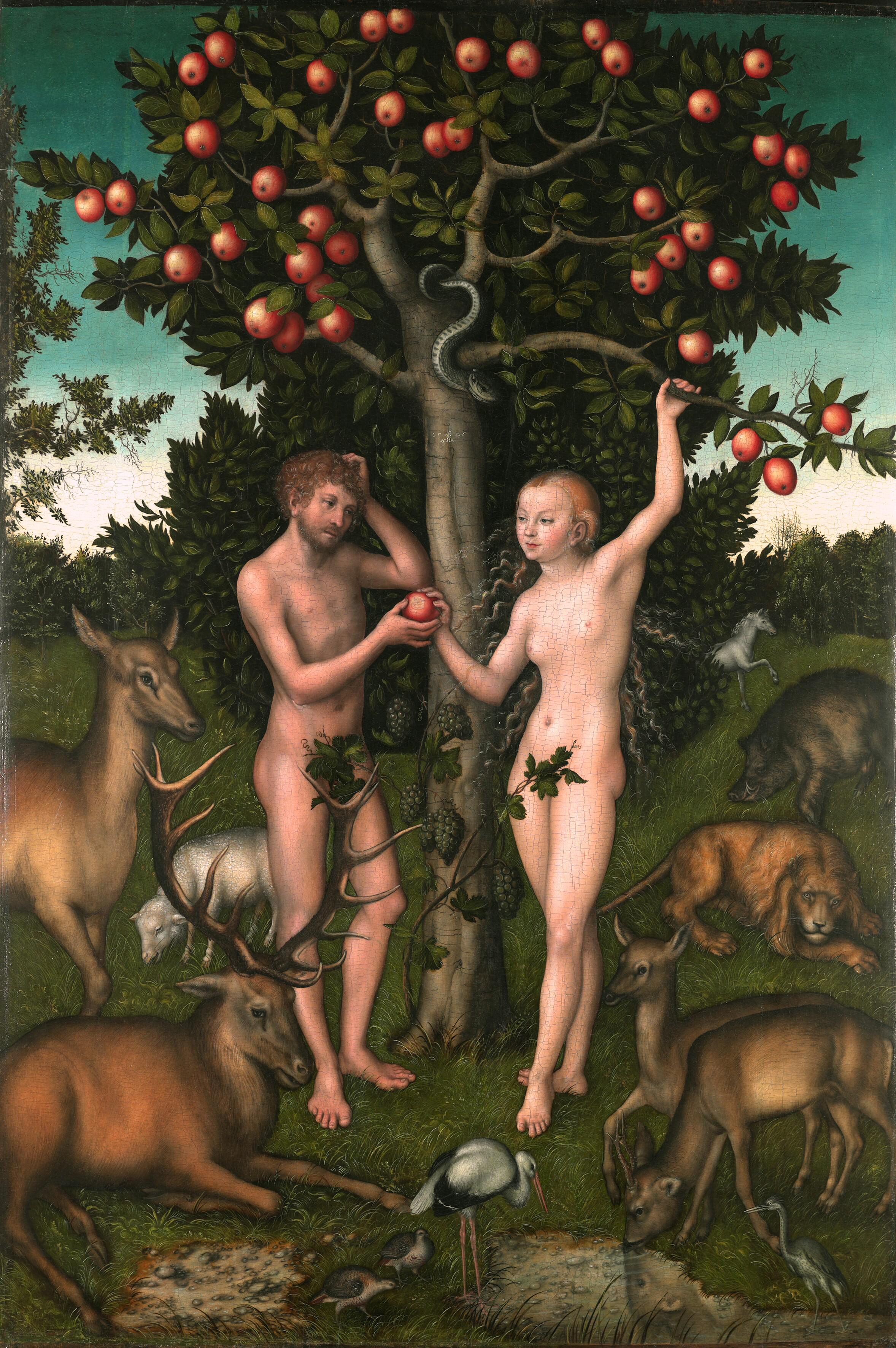
Lucas Cranach d. Ä.: Adam und Eva
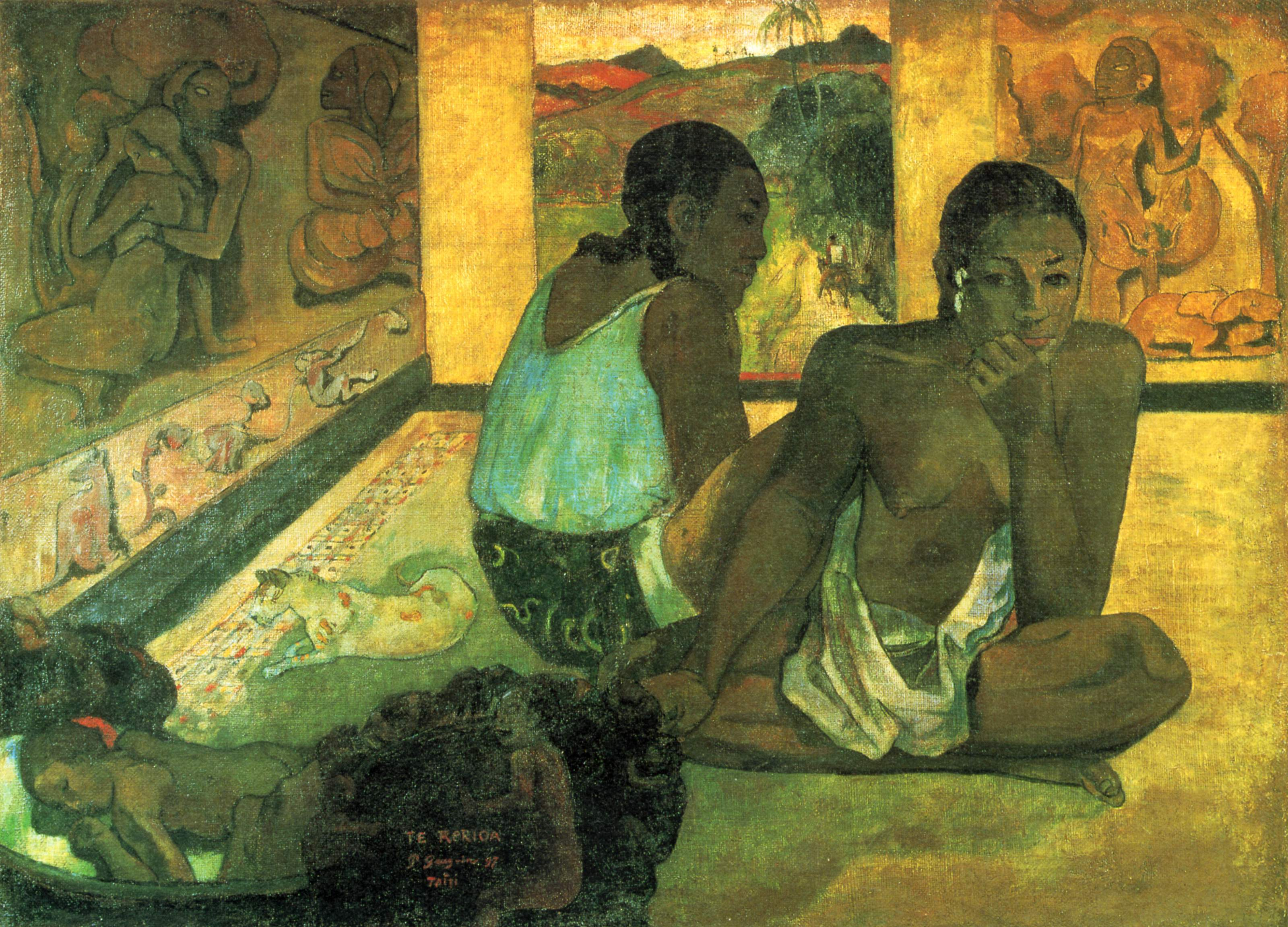
Paul Gauguin: Der Traum

## Courtauld Fund
Bereits 1923 stiftete Courtauld £ 50.000 für den Courtauld Fund, mit dem die Tate Gallery und die National Gallery französische moderne Kunst ankaufen sollten. Diese Bilder sind nicht im Courtauld Institute, sondern in den betreffenden Museen zu finden.

## Courtauld Institute of Art – College der University of London
Das Courtauld Institute of Art ist ein forschungsorientiertes, unabhängiges College der University of London mit Studiengänge für Kunstgeschichte (Bachelor in History of Art) und postgraduierten mehreren Angeboten Kuratieren und Konservierung (Diplom- oder Masterprogramm) sowie PhD-Programme. Seit 2022 gibt es auch eine strategische Zusammenarbeit mit dem King’s College London.

### Dozenten
- Caroline Arscott
- Robin Sinclair Cormack
- Jaś Elsner

## Publikationen
- Journal of the Warburg and Courtauld Institutes, 1937ff.